# Codice Hanky

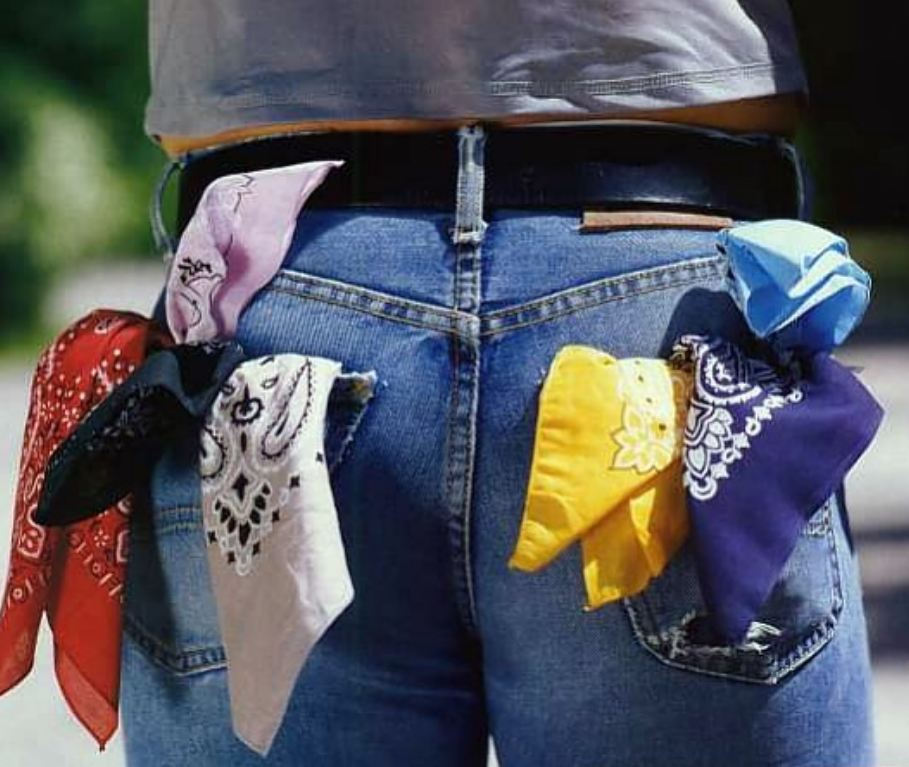
Assortimento di fazzoletti colorati.

Il codice Hanky (noto anche come codice del fazzoletto o codice delle bandane colorate, in inglese handkerchief code, hanky code o flagging) è un sistema di segnalamento, impiegato di solito da uomini gay in cerca di sesso occasionale o praticanti di BDSM negli Stati Uniti d'America, Canada ed Europa, per indicare le loro preferenze sessuali attraverso il colore del fazzoletto e la posizione in cui viene indossato.
Il codice Hanky è stato ampiamente utilizzato dal 1970 da uomini gay e bisessuali, e cresciuto da lì a tutti i generi e gli orientamenti. Indossare un fazzoletto sul lato sinistro del corpo indica che il soggetto è attivo (soggetto considerato attivo nella pratica contraddistinta dal colore del fazzoletto), mentre indossarlo sul lato destro del corpo indica che il soggetto è passivo (soggetto considerato passivo nella pratica contraddistinta dal colore del fazzoletto). I fazzoletti, o bandane, possono essere indossati nella tasca anteriore o posteriore dei pantaloni, legato intorno al collo (con il nodo posizionato sul lato destro o sinistro) o in altre parti del corpo.
Non esiste un codice dei colori universalmente riconosciuto, e codici variano ampiamente in diverse aree. Vi è un consenso generale sui colori per le pratiche più comuni, come feticismo della bandana in particolare quelli con un legame tra il colore e la pratica, come il giallo per l'urofilia; marrone per la coprofilia e nero per il sadomasochismo.

## Origini

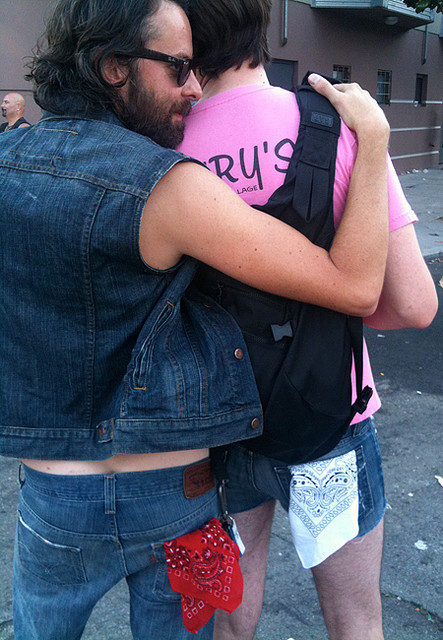
Il codice Hanky.

Fonti non verificate riconducono le origini del codice Hanky tra la metà e la fine del XIX secolo, quando l'uso di bandane colorate intorno al collo era comune tra cowboys, operai e minatori negli Stati Uniti occidentali. Lontani da casa e dalle loro famiglie per lunghi periodi, questi uomini trascorrevano i loro momenti liberi bevendo e danzando, chi indossava un fazzoletto blu conduceva le danze mentre chi indossava un fazzoletto rosso ricopriva il ruolo femminile nella danza.
Il moderno codice Hanky è iniziato a New York verso la fine del 1970, quando un giornalista del The Village Voice ha ironicamente detto che i gay avrebbero dovuto indossare fazzoletti di diversi colori per sottolineare i loro ruoli e preferenze sessuali. Tra i gay newyorkesi nasce così l'usanza di indossare un fazzoletto colorato per facilitare i loro incontri, permettendo a uomini gay di comunicare tra loro senza attirare l'attenzione, in un periodo in cui la comunità gay era meno visibile.
Il codice Hanky è stato ampiamente utilizzato negli anni settanta e i primi anni ottanta, poi è andato in declino per diverse ragioni (la maggiore visibilità dei gay, la crisi dell'AIDS, etc.). Dagli anni novanta il fazzoletto colorato è rimasto popolare solo nella comunità leather. Tuttavia tra fine degli anni Ottanta e i primi anni Novanta, indossare una bandana che fuoriesce dalla tasca dei pantaloni è diventato un simbolo della scena rock and roll grazie a gruppi come i Guns N' Roses. In particolare Slash, chitarrista del gruppo, continua a indossare una bandana dalla tasca posteriore.

## Esempi
Nel 1983 l'attivista e scrittore Larry Townsend ha pubblicato il libro The Leatherman's Handbook II, che contiene una tabella che spiega il significato di ogni colore (la prima edizione del 1972 non includeva questa tabella). Implicito in questo elenco il concetto di destra e sinistra; sinistra per indicare la parte dominante, o partner attivo; a destra il sottomesso, o il partner passivo.
| Colore       | Pratica              |
| ------------ | -------------------- |
| Nero         | S&M                  |
| Blu (scuro)  | Sesso anale          |
| Blu (chiaro) | Sesso orale          |
| Marrone      | Scat                 |
| Verde        | Escort/prostituzione |
| Grigio       | Bondage              |
| Arancione    | Va bene tutto        |
| Viola        | Piercing             |
| Rosso        | Fisting              |
| Bianco       | Masturbazione        |
| Giallo       | Pissing              |

Non esiste un significato univoco ed universalmente riconosciuto associato a ciascun colore; spesso i colori e il loro significato cambiano di paese in paese. Oltre alla tabella di Townsend sul web circolano diverse tabelle che aggiungono altri colori legati ad altre pratiche sessuali.